# Lhota (Praha-východ)
Lhota é uma comuna checa localizada na região da Boêmia Central, distrito de Praha-východ.